# Уэлч, Лью
Лью Уэлч (англ. Lew Welch; 16 августа 1926 — 23 мая 1971) — американский поэт, редактор, представитель битничества.

## Биография
Лью Уэлч родился 16 августа 1926 года в Финиксе, штат Аризона, в семье Льюиса Баррета Уэлча-старшего и Дороти Браунфилд-Уэлч. Его мать была дочерью состоятельного хирурга. После рождения младшей сестры брак его родителей распался, и Дороти Уэлч перевезла семью в Калифорнию в 1929-м. К тому времени Уэлчу исполнилось три года, и большую часть своего детства он проводит с матерью, переезжая из одного городка Калифорнии в другой. Он учится в школах Санта-Моники, Коронадо, Ла Меса и Эль Кайона. В Пало-Альто Уэлч заканчивает среднюю школу. После окончания школы Уэлч поступил в колледж Рида в 1948-м, а через год переезжает жить к Гэри Снайдеру. Год спустя к ним присоединяется Филип Уэйлен. Осенью 1949-го Уэлч становится заместителем редактора литературного альманаха колледжа и его постоянным автором. Он подготавливает дипломный проект по Гертруде Стайн и заканчивает колледж в 1950-м.
На протяжении нескольких лет Уэлч показывает свои стихи только близким друзьям. Однако с появлением движения битников, когда ряд его друзей, в частности — Филип Уэйлен и Гэри Снайдер — начинают приобретать общенациональную известность, в Уэлче вновь пробуждается желание полностью посвятить себя поэзии. Он переходит на работу в отделение «Монтгомери Уорд» в Окленде и вскоре становится одним из участников поэтической сцены Сан-Франциско. В 1958 году его увольняют с работы, вскоре после этого от поэта уходит жена, но одновременно стихи его начинают пользоваться определённым успехом; Дональд Аллен включает одно из его стихотворений в известную антологию «Новая американская поэзия», выпущенную в 1960-м. В том же году выходит первая книга стихов Уэлча «Зыбкий утёс». Он много пьет, но продолжает довольно активно писать. Какое-то время он живет со своей матерью в Рино, штат Невада, а затем в хижине в горах Тринити в Калифорнии. Он возвращается в Сан-Франциско в 1963-м, а в 1965-м выходят в свет три его книги. В том же году Уэлч начинает вести занятия в поэтической мастерской по расширенной программе Калифорнийского университета в Беркли. Несмотря на растущий успех, у него не прекращаются приступы депрессии и тяжёлые запои. После очередного разрыва с женщиной в 1971-м Уэлч возвращается в горы. 23 мая 1971 года Гэри Снайдер поднялся в палаточный лагерь Уэлча и обнаружил в его хижине предсмертную записку. После длительных поисков тело так и не удалось обнаружить.